# Stamsund
Stamsund er et byområde i Vestvågøy kommune i Lofoten i Nordland. Stamsund har 1.091 indbyggere (per 1. januar 2017). Stamsund er et vigtig fiskevær med Aker Seafoods J.M. Johansen A/S og Nordland Havfiske A/S som vigtigste virksomheder. Nordland Havfiske A/S er det største trawlselskab i Nord-Norge.
Stamsund har et rigt kulturliv med to teatergrupper, Figurteateret i Nordland, kunstgalleri og flere kunstnere, samt alpinbakke. der findes både to rorbu-anlæg og et vandrehjem. Hotellet i Stamsund var asylcenter fra 1. september 2009.
Sidste solopgang før mørketid er 7. december og første solopgang efter mørketiden er 5. januar.

## Burekka
Burekka i Stamsund består af to rækker rorbuer. Buerne fra omkring århundredskiftet, og har været i brug som overnatningssted for tilrejsende fiskere. Fra 1980'erne blev buerne pudset op og brugt til udleje til turister. I dag er buerne et sameje, der nogen benytter buerne privat, mens andre lejer dem ud. Buerne er et af de mest kendte motiver af Lofoten.